# 19820 Stowers
19820 Stowers è un asteroide della fascia principale. Scoperto nel 2000, presenta un'orbita caratterizzata da un semiasse maggiore pari a 2,7640277 UA e da un'eccentricità di 0,1182810, inclinata di 8,71426° rispetto all'eclittica.